# Cristales anisótropos
Los minerales anisótropos (cristales anisótropos) son aquellos que presentan más de un índice de refracción de la luz en función de la dirección de vibración (Polarización) de las ondas luminosas, y así, sus indicatrices son representadas por elipsóides de revolución de dos o tres ejes, donde cada uno de ellos (también llamados de rayos vetores) representa un índice de refracción.
Siempre que un rayo de luz incide sobre la superficie de un mineral anisótropo transparente este sufre el llamado "fenómeno de la doble refracción", o sea, al refractar son producidos dos rayos de luz distintos, que vibran en planos perpendiculares entre sí y se propagan en el interior.
Los minerales anisótropos son divididos en dos grandes grupos denominados: 
Uniáxico: con dos índices de refracción principales que comprenden los minerales que se cristalizan en los sistemas trigonal, tetragonal y hexagonal.
Biáxico: con tres índices de refracción principales y comprenden los minerales que se cristalizan en los sistemas ortorrómbico, monoclínico y triclínico.
Indicatriz óptica de un mineral anisótropo uniáxico.
- Datos: Q5791206